# Hôtel de ville de Turku
L’hôtel de ville de Turku (finnois : Turun kaupungintalo) est un bâtiment situé à Turku en Finlande.

## Histoire

### L'hôtel-restaurant
Le bâtiment est conçu par Charles Bassi pour servir d'hôtel restaurant de la capitale de l'époque.
L'édifice de style néoclassique est inauguré en 1812.
La crème de Turku y vient danser et assister à des représentations théâtrales.
Les chambres de l'hôtel son dans des bâtiments situés dans la cour.
Ils sont ensuite remplacés par une aile au 4, rue Aurankatu conçue par Georg Theodor von Chiewitz  et qui est terminée en 1861. 
En 1827, le grand incendie de Turku épargne l'hôtel.
La cour d'appel de Turku qui a perdu son bâtiment y fonctionne jusqu'en 1830.

### La mairie
En 1878, l'hôtel arrête ses activités car ses clients sont partis vers l'hôtel Phoenix. La ville de Turku achète le bâtiment en 1878 pour y emménager progressivement. Frans Anatolius Sjöström conçoit les transformations de l'hôtel en mairie. Les modifications sont opérées de 1883 à 1885. La répartition des espaces intérieurs ne change pas, mais l'édifice prend un style néo-Renaissance.